# 더 루프

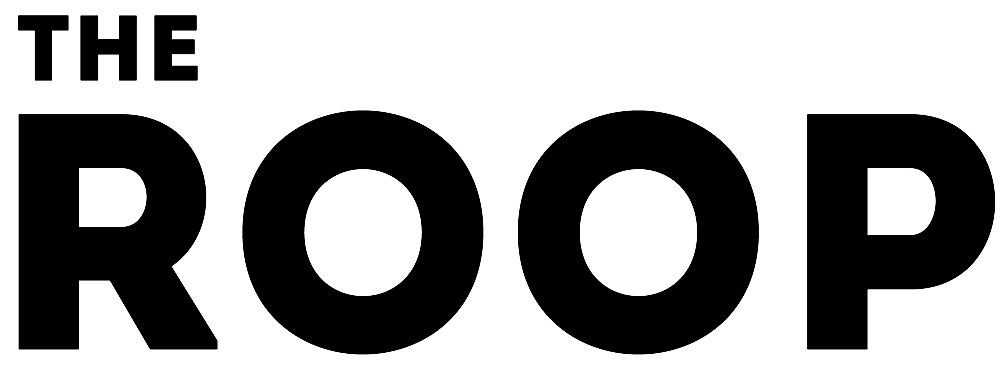

더 루프(The Roop, THE ROOP)는 빌뉴스 출신의 리투아니아의 팝 록 밴드이다. 2014년 결성되었으며 리드 보컬리스트 Vaidotas Valiukevičius, 타악기 연주자 Robertas Baranauskas, 기타리스트 Mantas Banišauskas로 구성되어 있다. 이 그룹은 2015년 To Whom It May Concern, 2017년 Ghosts, 2018년 EP인 Yes, I Do를 발매했다. 리투아니아를 대표하여 유로비전 송 콘테스트 2020에 자신들의 곡 On Fire를 선보이려 했으나 대회가 취소되었다. 이후 Discoteque 곡으로 유로비전 송 콘테스트 2021에 참가하여 최종 8위로 마무리했다.